# Xã Apple Creek, Quận Cape Girardeau, Missouri
Xã Apple Creek (tiếng Anh: Apple Creek Township) là một xã thuộc quận Cape Girardeau, tiểu bang Missouri, Hoa Kỳ. Năm 2010, dân số của xã này là 2.100 người.